# ما سرقته مني الحياة (مسلسل)
ما سرقته مني الحياة (بالإسبانية: Lo que la vida me robó)‏٬ هو المسلسل المكسيكي، من إنتاج تيلفيزا. وهو النسخة الجديدة من مسلسل الحب الحقيقي الصادر في عام 2003 الذي حقق نجاحا باهرا إبان عرضه والمقتبس عن النسخة الأصلية لمسلسل (Bodas de odio) الصادر عام 1983.
وخلافا للمسلسلين السابقين، تم تكييف النسخة الجديدة من المسلسل٬ على الوقت الحاضر. حققت النسخة الجديدة نسب مشاهدة عالية ونجاحا كبيرا كذلك.

## بطولة
- أنجيليك بوير
- سيباستيان رولي
- لويس روبرتو غوزمان
- دانييلا كاسترو
- سيرجيو سندال
- إريك ديل كاستيو
- آنا بيرثا إيسبين
- غابرييلا ريفيرو

## روابط خارجية
- ما سرقته مني الحياة على موقع IMDb (الإنجليزية)
- ما سرقته مني الحياة على موقع نتفليكس (الإنجليزية)
- ما سرقته مني الحياة على موقع فيلمافينيتي (الإسبانية)
- ما سرقته مني الحياة على موقع كينوبويسك (الروسية)
- ما سرقته مني الحياة على موقع قاعدة بيانات الفيلم (الإنجليزية)